# 許柳
許柳（？～328年），字季祖，高陽人。东晋淮南太守。

## 生平
祖許允，魏中領軍。父許猛，官吏部郎。祖逖之妻的弟弟，娶祖渙的女兒。官淮南太守。曆陽（安徽和縣）內史蘇峻聯結祖約，以誅執政庾亮為名，舉兵反晉。許柳之姊，勸他別亂來，許柳不聽。祖約遣祖渙、女婿許柳合軍兩萬餘人，渡橫江（今安徽和縣），屯軍陵口，協助蘇峻。蘇峻攻陷建康後，令祖約為侍中太尉尚書令，許柳為丹陽尹，祖渙為驍騎將軍。蘇峻失敗後，許柳被殺。